# Великобілозерська волость
Великобілозерська волость — адміністративно-територіальна одиниця Мелітопольського повіту Таврійської губернії.
Станом на 1886 рік складалася з 2 поселень, 2 сільських громад. Населення — 6348 осіб (3323 чоловічої статі та 3025 — жіночої), 956 дворових господарств.
|                     | Площа, десятин | У тому числі орної, десятини |
| ------------------- | -------------- | ---------------------------- |
| Сільських громад    | 38994          | 30659                        |
| Приватної власності | 12165          | 1087                         |
| Казенної власності  | 640            | 640                          |
| Іншої власності     | 186            | 186                          |
| Загалом             | 51985          | 32572                        |

Найбільше поселення волості:
- Велика Білозерка — село при річці Білозерка за 72 версти від повітового міста, 10116 осіб, 1439 дворів, 3 православні церкви, 2 школи, 14 лавок, 3 бондарні, 2 колісні, 2 ярмарки (17 березня та 20 вересня), базари.